# Наместово (Владимирская область)
Наме́стово  — деревня в составе муниципального образования Октябрьского сельского поселения в Вязниковском районе Владимирской области России. Этот населённый пункт состоит из одной улицы.

## География
Деревня расположена в 9 километрах от ж/д станции Сеньково .

## Население
| 1859 | 1905 | 1926 | 2002 | 2010 | 2021 |
| ---- | ---- | ---- | ---- | ---- | ---- |
| 173  | ↗238 | ↗306 | ↘35  | ↘13  | ↗19  |